# Gerätewagen

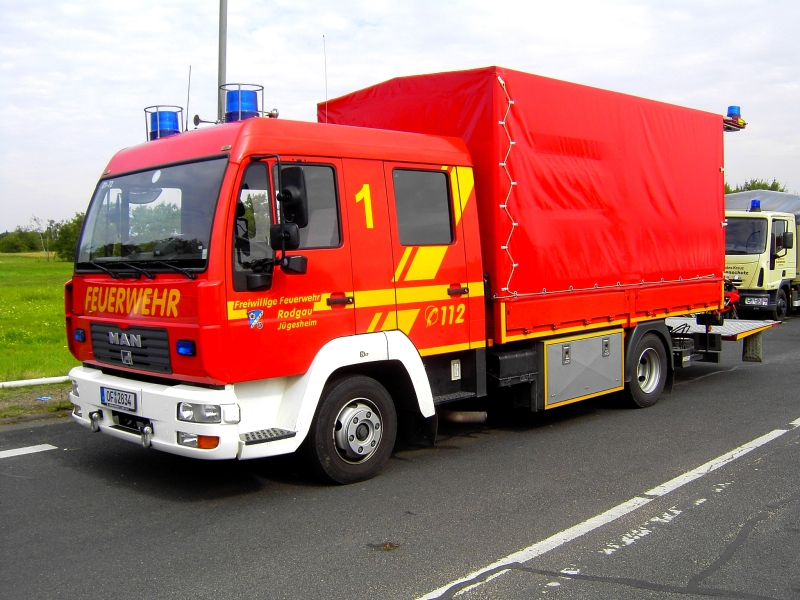
GW-Nachschub

Gerätewagen (GW) sind in Deutschland spezielle Fahrzeuge der Hilfsorganisationen, die dafür ausgelegt sind, umfangreiches Gerät für ein Aufgabenfeld an Einsatzstellen zu bringen. Sie unterscheiden sich heute von den Rüstwagen dadurch, dass sie im Wesentlichen dem Transport des Gerätes dienen, während im Rüstwagen auch festeingebaute Geräte (Stromerzeuger, Seilwinde) vorhanden sind; außerdem sind Rüstwagen mit Allradantrieb ausgestattet. Als weiterer Unterschied kommt hinzu, dass Rüstwagen im Regelfall mit einer Truppkabine (0/1/1/2 bzw. 0/1/2/3) ausgestattet sind, während Gerätewagen über Kabinen in Staffel- oder Gruppengröße (0/1/5/6 oder 0/1/8/9) verfügen können. Die transportierten Geräte unterscheiden sich je nach Aufgabe des Fahrzeugs. Häufig handelt es sich um Geräte für spezielle Aufgaben wie etwa die Ölschadensbekämpfung, die nicht oder in deutlich geringerem Umfang auf anderen Fahrzeugen mitgeführt werden.
Aus wirtschaftlichen Gründen werden, vor allem in neuerer Zeit, von einigen Feuerwehren statt Gerätewagen ein Wechselladerfahrzeug und entsprechende Abrollbehälter beschafft. Trotz der sprachlichen Ähnlichkeit sind Gerätewagen nicht mit den Gerätekraftwagen (GKW) zu verwechseln, die anderen Normen und Zielsetzungen unterliegen.

## Hintergrund
Gerätewagen entstanden vor einigen Jahren als die Aufgabenbereiche der Hilfsorganisationen immer umfangreicher wurden und die nötigen Geräte in diesem Umfang auf anderen Fahrzeugen nicht mehr vorhanden waren.

## Haupteinsatzgebiete von Gerätewagen
Gerätewagen finden sich in einer Vielzahl von Typen, die häufig entweder nicht oder von Bundesland zu Bundesland unterschiedlich genormt sind. Dadurch ergibt sich eine regional höchst unterschiedliche Ausstattung, womit Fahrzeuge unter Umständen nur schwer vergleichbar sind, obwohl sie die gleiche Bezeichnung führen oder umgekehrt, dass sie mit unterschiedlichen Namen ähnliche Aufgaben erfüllen. Zudem werden vergleichbare Fahrzeuge auch von verschiedenen Organisationen (Feuerwehr, Hilfsorganisationen) mit teils unterschiedlichen Schwerpunkten beschafft. Die Liste ist eine beispielhafte, nicht abschließende Auflistung mit den weitverbreitetsten Bezeichnungen:
Atemschutz/Strahlenschutz
Beispiel: Gerätewagen Atemschutz (GW-A)
- Gerätewagen Atemschutz/Strahlenschutz (GW-A/S)[2][3]
- Gerätewagen Strahlenschutz (GW-S)
- Gerätewagen Analytische Task Force (GW-ATF)[4]

Behandlung/Betreuung
Beispiel: Gerätewagen Sanität (GW-San) (Für mehr Informationen siehe dort)
- Gerätewagen Behandlung (GW-Beh)
- Gerätewagen Massenanfall von Verletzten (GW-MANV)
- Gerätewagen Rettungsdienst (GW-RD)
- Gerätewagen Rettung (GW-Rett)
- Gerätewagen Betreuung (GW-Bt)

Logistik
Beispiel: Gerätewagen Logistik (GW-L)
- Gerätewagen Nachschub (GW-N)
- Mehrzweckfahrzeug
- Gerätewagen Zusatzbeladung (GW-Z) (nach technischer Weisung in Niedersachsen)
- Versorgungs-LKW (V-LKW) (nach technischer Weisung in Bayern)
- Gerätewagen Transport (GW-Trsp oder teils auch GW-T)[5]

Umweltschutz/Gefahrgut/Messtechnik
- Gerätewagen Gefahrgut (GW-G)
- Gerätewagen Umwelt (GW-U)
- Gerätewagen Umweltschutz (GW-U)
- Gerätewagen Öl (GW-Öl)
- Gerätewagen Messtechnik (GW-Mess) / Strahlenspürtrupp (GW-StrSpTr) (wird in diesem Artikel nicht weiter thematisiert)
- Gerätewagen Dekontamination Personal (GW Dekon P)[4][6] (wird in diesem Artikel nicht weiter thematisiert)

Spezielle Einsatzzwecke
- Gerätewagen Höhenrettung (GW-H oder GW-SRHT)
- Gerätewagen Licht (GW-Licht)
- Gerätewagen Rettungshundestaffel[7] (wird in diesem Artikel nicht weiter thematisiert)
- Gerätewagen Tauchen (GW-Tauchen oder GW-T) oder Taucheinsatzfahrzeug (TEF)
- Gerätewagen Technik (GW-Technik oder teils auch GW-T) (wird in diesem Artikel nicht weiter thematisiert)
- Gerätewagen Tierrettung (GW-Tier) (wird in diesem Artikel nicht weiter thematisiert)
- Gerätewagen Tragkraftspritze (GW-TS) (wird in diesem Artikel nicht weiter thematisiert)
- Gerätewagen Verpflegung (GW-V) (wird in diesem Artikel nicht weiter thematisiert)
- Gerätewagen Wasserrettung (GW-W)

## Normierung
Bei den Gerätewagen sind derzeit der Gerätewagen Gefahrgut und der Gerätewagen Logistik (letzterer in zwei Baugrößen) DIN-genormt; der GW-Z wird in Niedersachsen nach technischer Weisung hergestellt und kann somit für das Land als genormt angesehen werden. Vergleichbare landesrechtliche Normungen gibt es beispielsweise für den Gerätewagen Tragkraftspritze und Gerätewagen Atemschutz in Rheinland-Pfalz, dem Gerätewagen Atemschutz/Strahlenschutz in Bayern.

### Normengeschichte

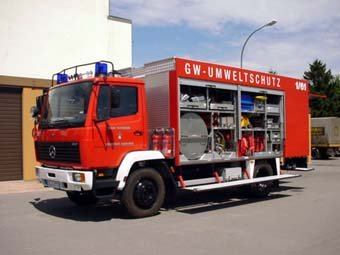
GW-G der Feuerwehr Saarlouis

Nur ein kleiner Teil der Gerätewagen war und ist genormt. Die Normen für die meisten Typen wurden zurückgezogen. Der Gerätewagen Logistik 1 ersetzt wegen seiner Sonderbeladung den Gerätewagen Gefahrgut 1, der Gerätewagen Logistik 2 den Gerätewagen Gefahrgut 2 und den Schlauchwagen 2000 mit Truppbesatzung (SW 2000-Tr). Viele Länder haben eigene Vorschriften für Gerätewagen herausgebracht. Die Norm nennt aber beispielhaft weitere Typen von Gerätewagen.
| Fahrzeug                 | Norm (DIN)     | Ausgabe von  | zurückgezogen |
| ------------------------ | -------------- | ------------ | ------------- |
| Gerätewagen              | 14555 Blatt 10 | 1974         | 30. Mai 1990  |
| Geräte- und Rüstwagen    | 14555 Blatt 1  | Oktober 2003 | .             |
| Rüstwagen                | 14555 Blatt 3  | Mai 2007     | .             |
| Rüstwagen (Norm-Entwurf) | 14555 Blatt 3  | März 2016    | .             |
| Gerätewagen Gefahrgut    | 14555 Blatt 12 | April 2005   | April 2015    |
| Gerätewagen Gefahrgut    | 14555 Blatt 12 | April 2015   | .             |
| Gerätewagen Gefahrgut 1  | 14555 Blatt 13 | April 1992   | Oktober 1997  |
| Gerätewagen Gefahrgut 1  | 14555 Blatt 14 | Oktober 1997 | April 2005    |
| Gerätewagen Gefahrgut 2  | 14555 Blatt 12 | Oktober 1990 | Oktober 1997  |
| Gerätewagen Gefahrgut 2  | 14555 Blatt 13 | Oktober 1997 | April 2005    |
| Gerätewagen Gefahrgut 3  | 14555 Blatt 12 | Oktober 1997 | April 2005    |
| Gerätewagen Logistik 1   | 14555 Blatt 21 | Mai 2013     | .             |
| Gerätewagen Logistik 2   | 14555 Blatt 22 | Mai 2013     | .             |
| Gerätewagen Öl           | 14555 Blatt 11 | August 1978  | 30. Mai 1990  |

| Land                | Fahrzeug                                                                                     | Ausgabe von | zurückgezogen |
| ------------------- | -------------------------------------------------------------------------------------------- | ----------- | ------------- |
| Baden-Württemberg   | Rüstwagen-Säure                                                                              | 1970er      | zurückgezogen |
| Baden-Württemberg   | Gerätewagen-Transport                                                                        | 2006        | .             |
| Bayern              | Gerätewagen Atemschutz/Strahlenschutz                                                        | ?           | .             |
| Bayern              | Gerätewagen Gefahrgut (Bayern)                                                               | 1988        | 2005          |
| Bayern              | Versorgungs-LKW                                                                              | ?           | .             |
| Niedersachsen       | Gerätewagen mit Sonderausrüstung für den Einsatz bei Schadensfällen mit gefährlichen Stoffen | ?           | .             |
| Niedersachsen       | Gerätewagen mit Zusatzbeladung                                                               | 2002        | .             |
| Nordrhein-Westfalen | Gerätewagen Gefahrgut (3,5 t, NRW)                                                           | 1989        | .             |
| Rheinland-Pfalz     | Gerätewagen Atemschutz                                                                       | ?           | .             |
| Rheinland-Pfalz     | Gerätewagen Gefahrgut (RP)                                                                   | ?           | .             |
| Rheinland-Pfalz     | Gerätewagen Tragkraftspritze                                                                 | ?           | .             |
| Sachsen             | Gerätewagen Gefahrgut (3,5 t, Sachsen)                                                       | 1993        | zurückgezogen |

### Gerätewagen Gefahrgut

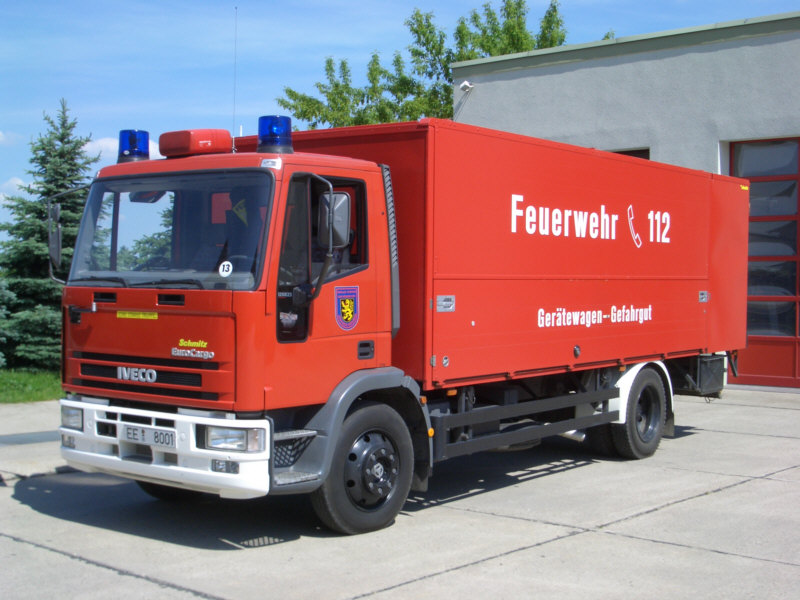
GW-G

Der Gerätewagen Gefahrgut (GW-G) dient unter anderem zur Bereitstellung der Geräte zum Messen/Nachweisen, Auffangen, Umfüllen und Abdichten von Gefahrgütern bzw. -stoffen sowie der Mitführung persönlicher Sonderausrüstung einer Gruppe für den ABC-Dienst. Der Gerätewagen Gefahrgut ist meist in Form von LKW in Kastenbauweise realisiert. Er ist nach DIN 14555-12 genormt. Seine maximal zulässige Gesamtmasse beträgt laut dieser aktuellen Normfassung von 2015 16 Tonnen.
Der Gerätewagen Gefahrgut wurde anstelle des Gerätewagens Öl genormt, da der Anteil von Gefahrgutunfällen mit anderen Stoffen als Mineralöl ständig zunahm. Es waren zuletzt drei Baugrößen genormt: In den Jahren 1997 bis 2005 waren die Typen Gerätewagen Gefahrgut 1 (GW-G1 nach DIN 14555-14), Gerätewagen Gefahrgut 2 (GW-G2 nach DIN 14555-13) und Gerätewagen Gefahrgut 3 (GW-G3 nach DIN 14555-12) genormt. Seit dem Jahr 2005 ist nur noch ein (großer) Fahrzeugtyp namens „Gerätewagen Gefahrgut“ genormt; die Aufgaben eines GW-G1 können mittels des Gerätesatzes Gefahrgut (nach Normentwurf DIN 14800-19) zum Beispiel von einem Gerätewagen Logistik übernommen werden.
Insbesondere bei Fahrzeugen, die der DIN-Norm nicht entsprechen, finden sich auch die Bezeichnungen Gerätewagen Umwelt oder Gerätewagen Umweltschutz (GW-U). Der GW-G rückt normalerweise im Gefahrstoffzug aus.
In der Schweiz werden derartige Fahrzeuge teilweise auch als Chemiewehrrüstfahrzeug bezeichnet.

### Gerätewagen Gefahrgut nach Landesvorschrift
Mehrere Länder haben schon vor der Normung eigene Richtlinien zum Bau erlassen.

#### Baden-Württemberg
In Baden-Württemberg gab es seit den 1970er Jahren den Rüstwagen-Säure, der allerdings nicht weit verbreitet war. Er führte Schutzkleidung und Auffanggeräte mit. Die Vorschrift wurde zurückgezogen.

#### Bayern
In Bayern wurde im Jahr 1988 eine Baurichtlinie erlassen, die ein zulässiges Gesamtgewicht von 12 t vorsieht. Mit Einführung des neuen GW-G nach DIN 14555-12 im Jahr 2005 wurde die Baurichtlinie zurückgezogen.
Seit 2022 wird ein GW-TS gefördert, als Nachfolger eines TSA.

#### Niedersachsen

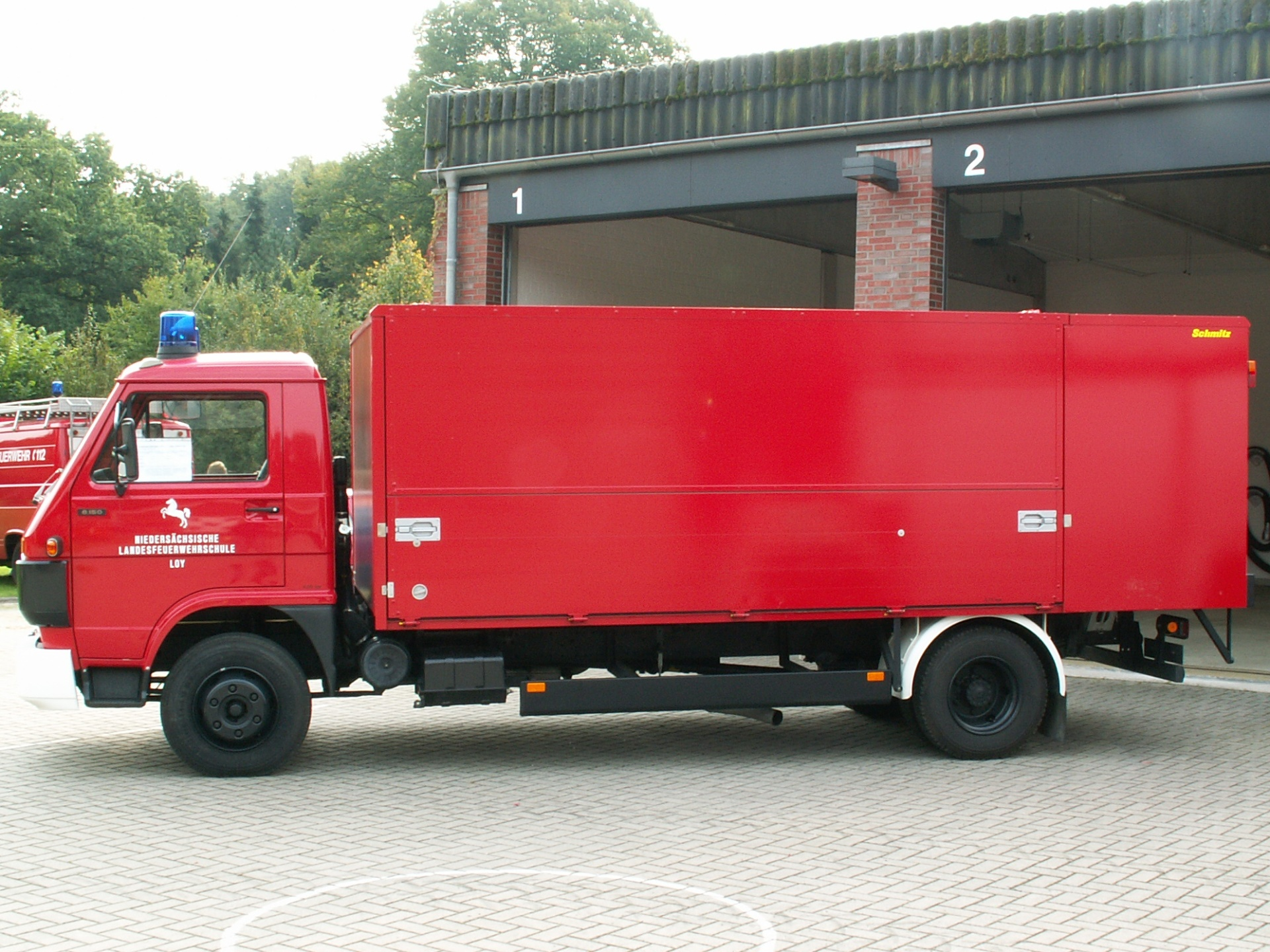
GW-G Niedersachsen

Die Technische Weisung Nr. 12 des Landes Niedersachsen beschreibt einen Gerätewagen mit Sonderausrüstung für den Einsatz bei Schadensfällen mit gefährlichen Stoffen mit einem zulässigen Gesamtgewicht von 7,5 t und einer Besatzung von 0/1/2/3. Dieser wird im Fachzug Gefahrgut eingesetzt. In Niedersachsen sind aber auch GW-G nach DIN verbreitet.

#### Nordrhein-Westfalen
In Nordrhein-Westfalen gibt es seit dem Jahr 1989 einen GW-G mit einem zulässigen Gesamtgewicht von 3,5 t und einer Besatzung von 0/1/1/2.

#### Rheinland-Pfalz
Zu den Gefahrgutzügen des Landes Rheinland-Pfalz gehört ein GW-G nach Technischer Richtlinie 1 (GW-G1 (RP)) mit einem zulässigen Gesamtgewicht von 7,5 t und einer Besatzung von 0/1/2/3.
Seit 2016 wird ein GW-TS gefördert, als Nachfolger eines TSA

#### Sachsen
In Sachsen galt seit 1993 bis vor wenigen Jahren eine Verwaltungsvorschrift für einen 3,5-Tonner-GW-G (GW-G3,5).

### Gerätewagen Logistik

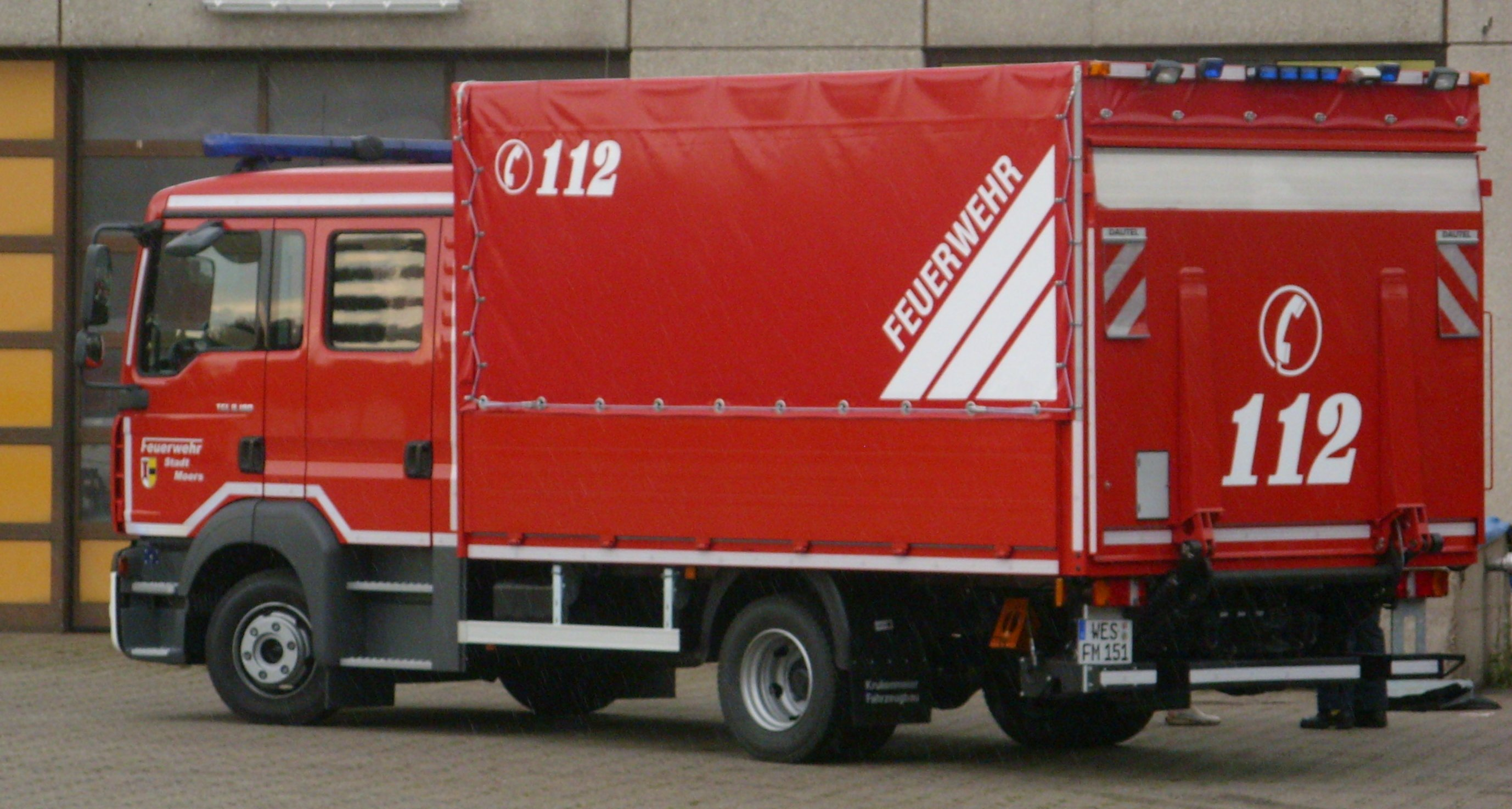
Gerätewagen Logistik 1

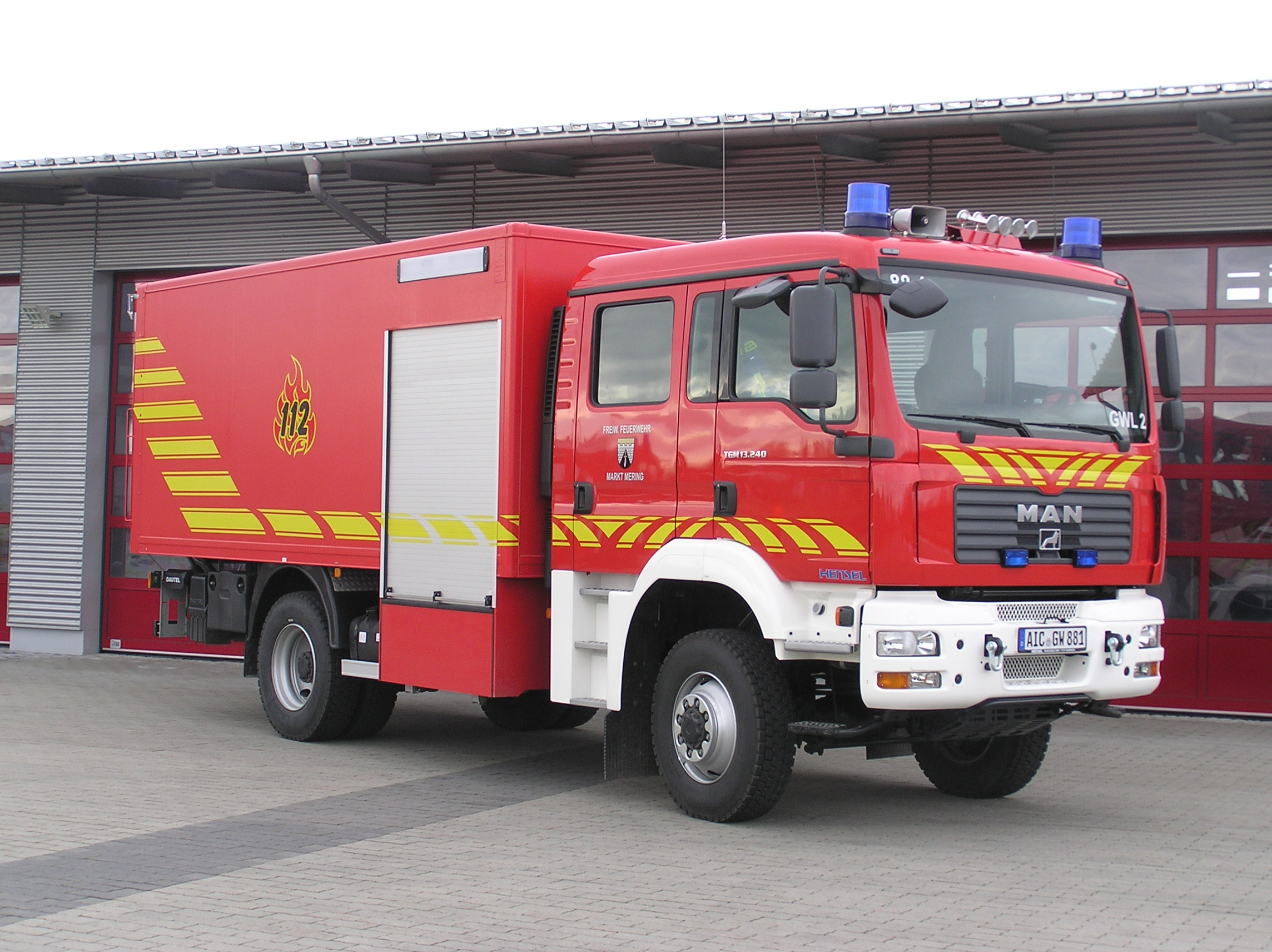
Gerätewagen Logistik 2

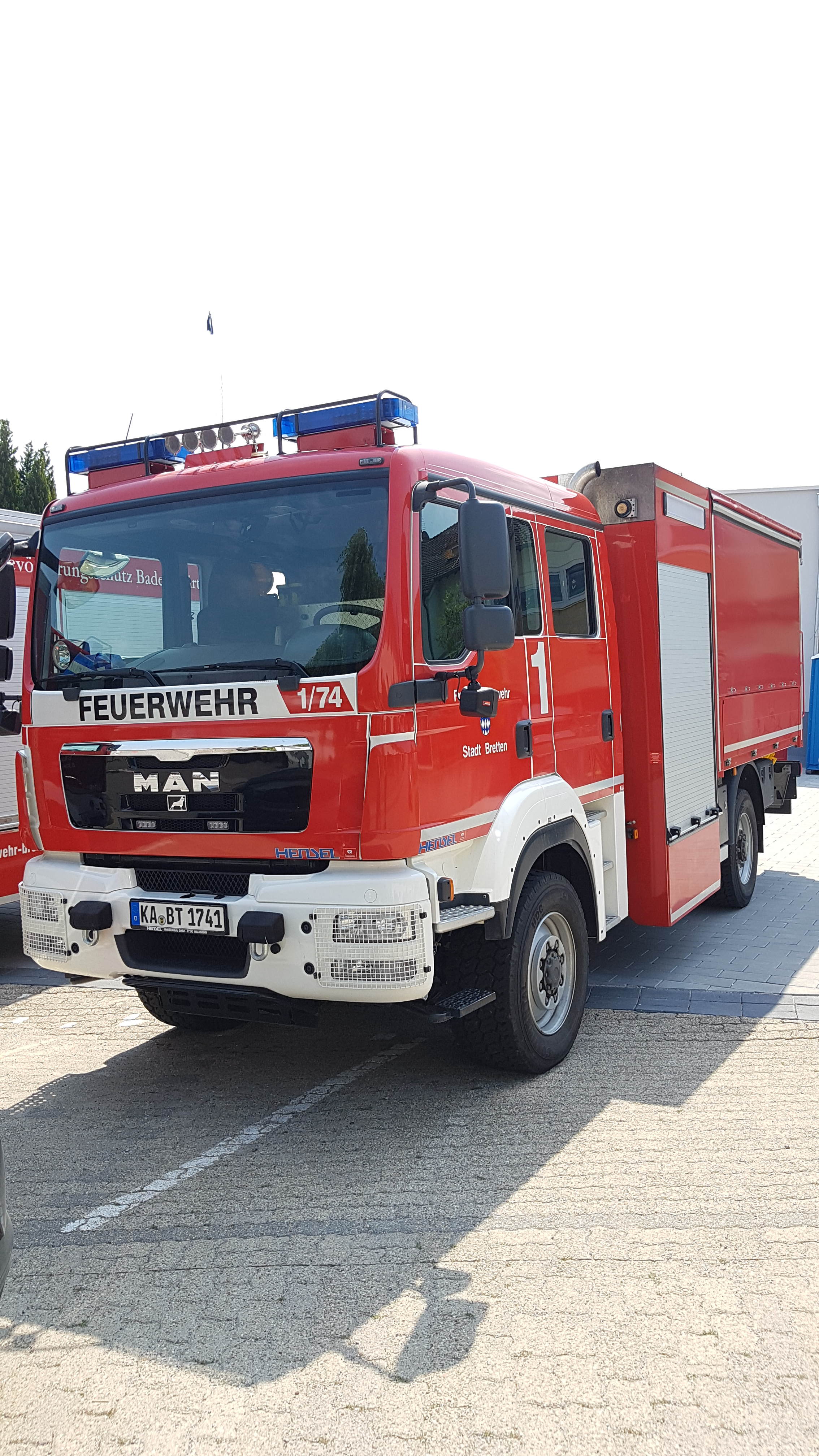
Gerätewagen Logistik der Feuerwehr Bretten

Der Gerätewagen Logistik (GW-L1 bzw. GW-L2) ist ein Fahrzeug zum Transport von Material, das zum Bewältigen verschiedener Einsatzlagen benötigt wird. Es ist in zwei Größen seit April 2005 genormt. Zwischenzeitlich wurde zur Anpassung an die Abgasbestimmungen und wegen einer besseren Achslastverteilung in der Norm eine Anpassung der Längen vorgenommen. Aufgaben des GW-L sind die Einsatzstellenversorgung mit Geräten und Materialien, die Beseitigung von Gefahrgut mit dem Modul „Gefahrgut“ und die Löschwasserversorgung mit dem Modul „Wasserversorgung“ (nur für GW-L2, Ersatz des Schlauchwagens 2000 mit Truppbesatzung).
Der Gerätewagen Logistik 1 besitzt ein handelsübliches Fahrgestell der Kraftfahrzeuggewichtsklasse „Leicht“ mit Straßenantrieb und möglichst Differentialsperre und eine Ladefläche mit Plane oder einem Kofferaufbau. Seine zulässige Gesamtmasse soll nach Norm maximal 7,5 Tonnen betragen. Die Nutzlast des Fahrzeuges muss mindestens 2.000 kg betragen. Am Heck des Fahrzeuges muss eine Ladebordwand mit einer Mindestnutzlast von 750 Kilogramm vorhanden sein. Auf der Ladefläche müssen zudem mindestens vier Rollcontainer oder Gitterboxen transportiert werden können. Die Besatzung besteht entweder aus einem Trupp oder einer Staffel.

Das Land Baden-Württemberg hat per Verwaltungsvorschrift einen flexibel auszugestaltenden Gerätewagen-Transport (GW-T) definiert.

Der Versorgungslastkraftwagen (V-LKW) ist ein in Bayern per Baurichtlinie genormter Gerätewagen, welcher in seinen Aufgaben den Gerätewagen Logistik ähnelt, aber durchwegs Staffelbesatzung besitzt und sich in der Beladung leicht vom GW-L1 unterscheidet. Sein maximal zulässiges Gesamtgewicht beträgt 14 Tonnen. Mit dem Tragkraftspritzenfahrzeug-Logistik wurde zudem eine Brücke zwischen Norm-TSF und GW-L1 bzw. V-LKW geschlagen.
Der Gerätewagen Logistik 2 besitzt ein handelsübliches LKW-Fahrgestell Kraftfahrzeuggewichtsklasse „Mittel“ mit Allradantrieb und Single-Bereifung; die Norm empfiehlt ein vollautomatisches Getriebe. Der Aufbau besteht aus einer Ladefläche mit einer Plane und einer Ladebordwand, deren Mindestnutzlast 1500 Kilogramm beträgt. Zwischen Kabine und Pritsche muss ein Gerätekoffer vorhanden sein, um die in der Norm beschriebene Beladung unterzubringen. Auf der Ladefläche müssen zudem mindestens sechs Rollcontainer oder Gitterboxen transportiert werden können. Der GW-L2 ist nach DIN 14555-22 genormt.
Es gibt verschiedene Rollwagen bzw. Gitterboxen, zum Beispiel Rollwagen Tragkraftspritze, Ölschaden, Lichtmast, Schlauch und diverse andere. Die Flächenlast der Ladefläche beträgt mindestens 800 kg/m². Die Besatzung besteht aus einer Staffel.
Beim THW existieren ähnliche Fahrzeuge unter dem Namen Mehrzweckgerätewagen (MzGW).
In Bayern wird die Beschaffung eines GW-L2 ausschließlich in Verbindung mit dem Zusatzbeladungsmodul Wasserversorgung (darunter: 2000 m B-Schlauch und Tragkraftspritze PFPN 10-1000) gefördert; die zulässige Gesamtmasse in Bayern wurde im August 2015 den anderen Bundesländern (16 Tonnen) angeglichen.
Die DIN-genormten Fahrzeuge dürfen nicht länger als 8,3 m, nicht breiter als 2,55 m und nicht höher als 3,3 m sein.
Des Weiteren existieren abseits von Normen zahlreiche Eigenbauten von Feuerwehren und Hilfsorganisationen, die Gerätewagen Transport (z. B. GW-Trsp) oder Gerätewagen Nachschub (GW-N) genannt werden.

### Gerätewagen Zusatzbeladung
Der Gerätewagen Zusatzbeladung ist ein in Niedersachsen durch das Land genormtes Fahrzeug, das im Wesentlichen wie der ehemalige Rüstwagen 1 (RW 1) ausgestattet ist und der technischen Hilfeleistung dient. Im Gegensatz zum RW 1 muss es jedoch nicht über Allradantrieb und eine Seilwinde verfügen.

## Andere, nicht und nicht mehr genormte Gerätewagen

### Gerätewagen Atemschutz, Strahlenschutz und Atem- und Strahlenschutz

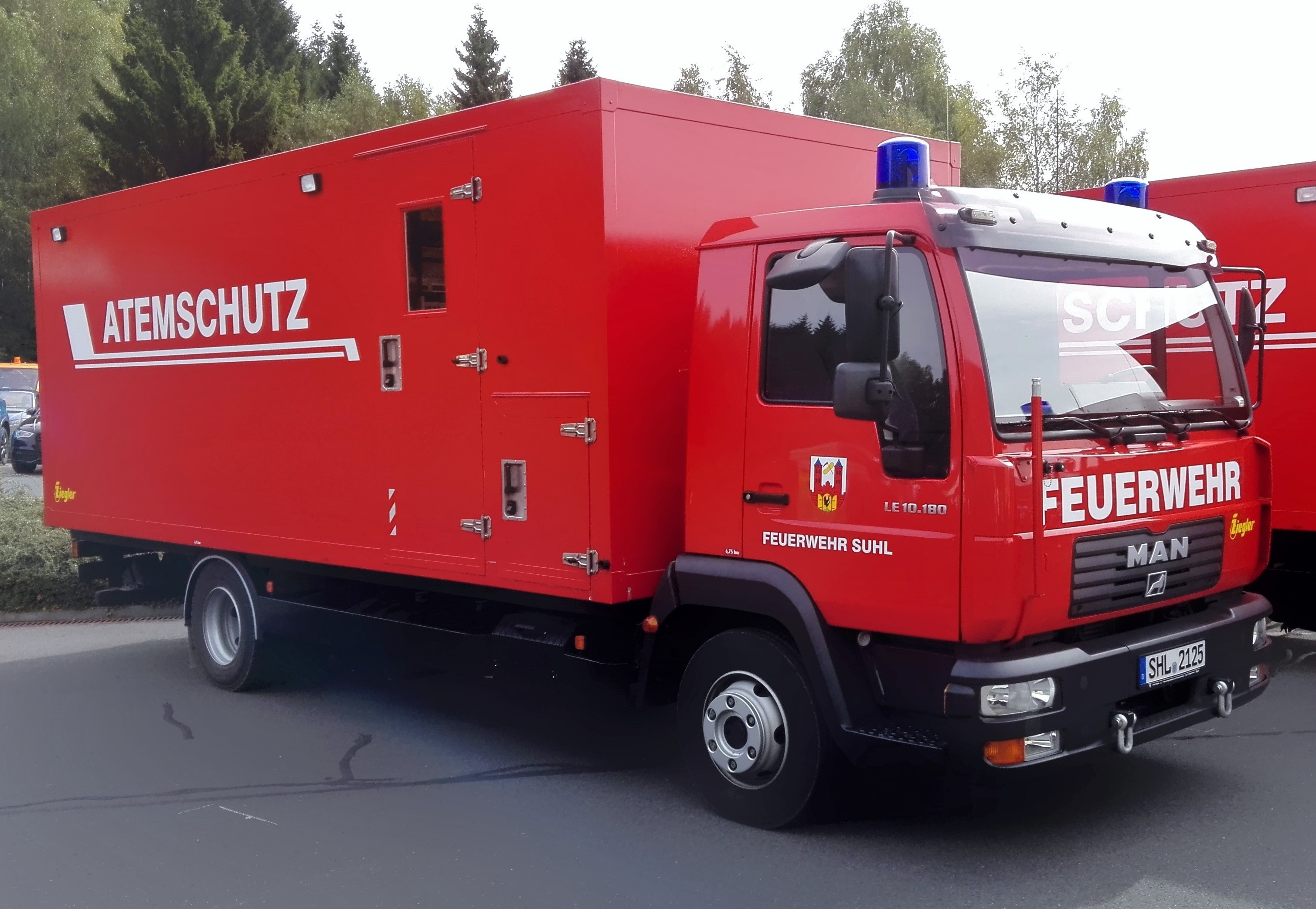
GW-A der Feuerwehr Suhl

Diese Gerätewagen dienen der Nachschubsicherung und zum Bereitstellen von spezieller Ausrüstung zum Schutz von Atemwegen und Körper der Einsatzkräfte. Es gibt sie sowohl als getrennte Fahrzeuge (Gerätewagen Atemschutz, GW-A bzw. Gerätewagen Strahlenschutz, GW-S) und als weiter verbreitete Kombination (GW-A/S). Weniger verbreitet ist die Form Gerätewagen „Atemschutz Chemieschutz Strahlenschutz (GW-ACS)“, die nur in Niedersachsen verwendet wird. In Hessen gibt es insgesamt 30 Gerätewagen Strahlenspürtrupp.
Das Fahrzeug kommt besonders dann zum Einsatz, wenn der Bedarf an Atemschutzgeräten sehr groß ist oder spezielle Kleidung und Geräte benötigt werden. Nicht selten ist das Fahrzeug Teil des erweiterten Löschzuges.
Die Unterstützung anderer Feuerwehreinheiten im Fall von Strahlenschutzeinsätzen gehört ebenfalls zu den Alarmierungsgründen. Deshalb ist er, obwohl nicht mehr genormt, fester Bestandteil in der Ausrückeordnung vieler Gefahrstoffzüge.
Der Gerätewagen ist in der Regel ein LKW mit Kastenaufbau oder ein Kleinlaster. Immer häufiger ist er jedoch auch in Form eines Wechselladerfahrzeugs mit entsprechendem Abrollbehälter anzutreffen. Gelegentlich ist auch ein Atemluftkompressor und Gerät zur Prüfung von Masken und Flaschen eingebaut um vor Ort die Wartung der Geräte vornehmen zu können.
Da es keine bundeseinheitliche Norm gibt, unterscheidet sich die Beladung erheblich. In der Regel wird eine größere Anzahl an Ersatzflaschen für Pressluftatmer, Kreislaufgeräte, Atemschutzmasken und Filter, sowie Schutzanzüge (zum Beispiel Chemikalienschutzanzug und Kontaminationsschutzanzug) mitgeführt. Oft ist das Fahrzeug als Wetterschutz mit einer Markise versehen; zum Umkleiden nach dem Einsatz werden oft auch Trainingsanzüge mitgeführt. Auch Messgeräte wie Explosionswarngeräte, Dosisleistungsmessgeräte und Spürgeräte wie Geiger-Müller-Zähler u. ä. gehören oft zur Ausrüstung.

### Gerätewagen Höhenrettung
Der Gerätewagen Höhenrettung (GW-H oder GW-SRHT) ist ein Einsatzfahrzeug, das meistens bei Berufsfeuerwehren oder Werkfeuerwehren zum Transport von Geräten zur Rettung aus Höhen und Tiefen beschafft wurde. Bei kleineren Feuerwehren findet man ihn kaum, da zum einen nur eine geringe Zahl von Einsätzen in diesen Bereich fällt und zum anderen die Ausbildung des Personals zu aufwändig ist. Das Fahrzeug ist meist mit einer Staffel- oder Gruppenkabine ausgestattet und rückt oft mit einem Löschgruppenfahrzeug und einer Drehleiter zusammen aus. Neben Rettung und Bergung aus Höhen und Tiefen werden Geräte zur Sicherung von Dächern usw. mitgeführt.

### Gerätewagen Licht

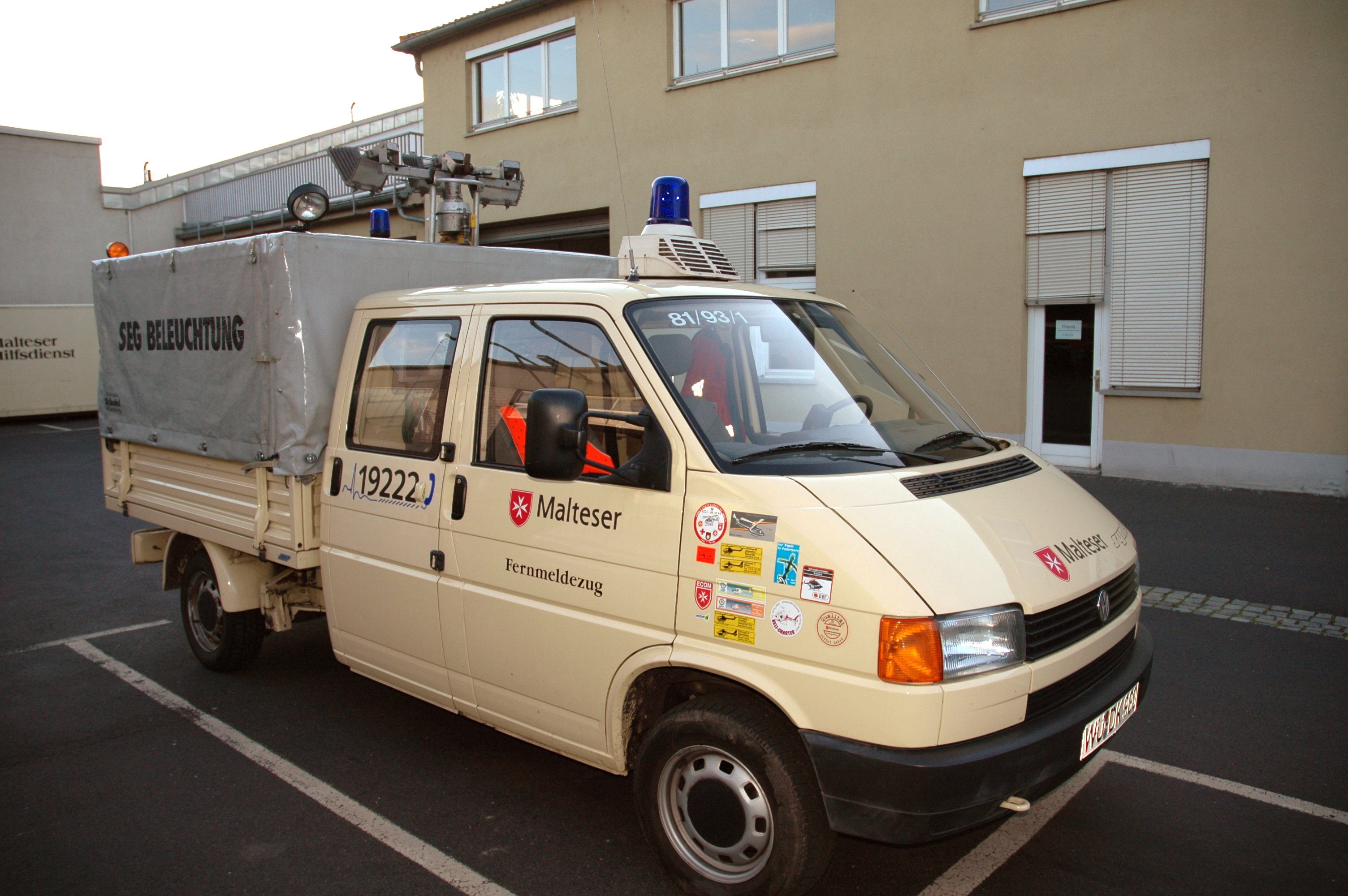
GW-Licht des Malteser Hilfsdienstes

Der Gerätewagen Licht (GW-Licht), auch Flutlichtmastfahrzeug (FLMF) oder bei der Polizei Lichtmastkraftwagen (LiMaKW) genannt, ist ein Fahrzeug, das man bei diversen Behörden und Organisationen findet. Es ist mit einem mobilen oder stationären Lichtmast für nächtliche Einsätze ausgestattet. Alternativ können auch Leuchtballone Verwendung finden. Der notwendige Generator kann meist auch anderen Zwecken dienen. Während kleinere Lichtmasten (meist mit 2 bis 4 Halogenstrahlern) zur Standardausrüstung der genormten Rüstwagen und größerer Einsatzleitwagen gehören, sind reine Gerätewagen Licht eher selten. Diese verfügen jedoch dann meist über ein starkes Stromaggregat (über 20 kVA), über 6 Scheinwerfer (meistens über 1000 W) und auch über eine umfangreiche Ausrüstung zur Absicherung der Einsatzstelle, wie etwa Warnleuchten. Vielfach wird jedoch statt des Gerätewagens ein Lichtmastanhänger verwendet. Funktionelle Vorgänger der Gerätewagen Licht waren die vor allem militärisch verwendeten „Beleuchtungswagen“.
Ein Beispiel für einen reinen Gerätewagen Licht ist das landkreiseigene Fahrzeug bei der Freiwilligen Feuerwehr Grub am Forst im Landkreis Coburg. Es ist mit einer 9 Meter hohen Lichtgiraffe, die mit sechs 1500-Watt-Scheinwerfern bestückt ist, ausgerüstet. Daneben wird ein Stromerzeuger mit 25 kVA und tragbare Scheinwerfer mit jeweils dreimal 1500 Watt auf starken Stativen mitgeführt.

### Gerätewagen Öl

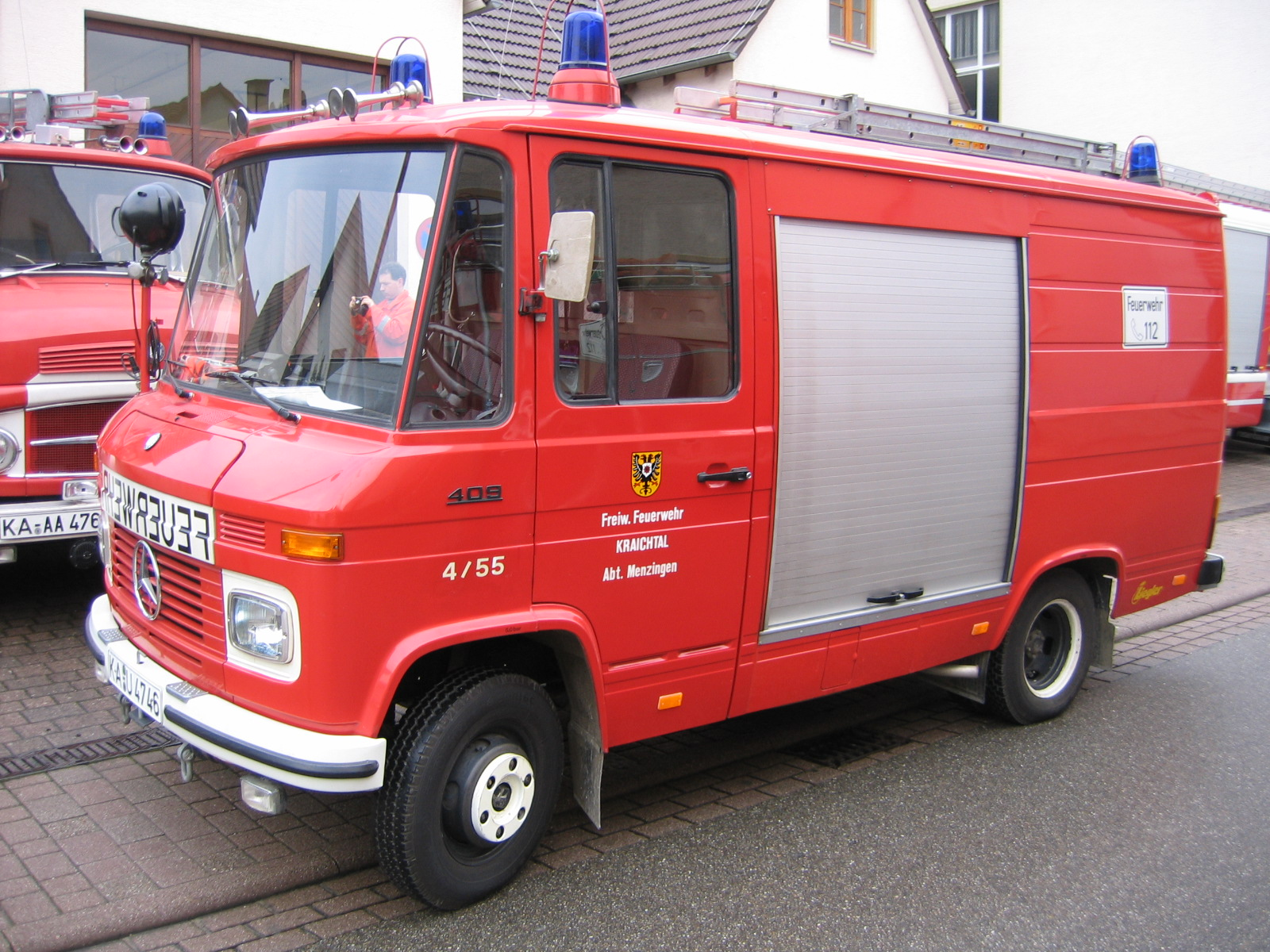
GW-Öl

Der Gerätewagen Öl war ein verbreitetes Feuerwehrfahrzeug in den 1970er bis Anfang der 1990er Jahre zur Bekämpfung von Mineralölunfällen. Die Norm wurde zu Gunsten des Gerätewagens Gefahrgut zurückgezogen, da die sonstigen Gefahrgüter einen immer höheren Anteil ausmachten und der Gerätewagen hierfür nicht ausreichend ausgestattet war. Bei vielen Feuerwehren ist er aber auch noch anzutreffen. Wegen der fehlenden Norm variiert die Ausstattung aber erheblich. Teilweise werden auch Pritschenwagen mit Ölwehrausstattung als GW-Öl bezeichnet. Bereits vor der Normung wurden meist bei Berufsfeuerwehren unter der Bezeichnung Ölalarmwagen, Ölsaugwagen, Rüstwagen-Öl Spezialfahrzeuge entwickelt. Der Rüstwagen-Öl war jedoch auch ein genormtes Fahrzeug, welcher im Gegensatz zum GW-Öl mit einer eingebauten Pumpe und einem Tank für Mineralöl ausgestattet war.
Der Gerätewagen Öl operiert in der Regel unabhängig von größeren Feuerwehreinheiten und wird meist von einem Löschgruppenfahrzeug zur Sicherstellung des Brandschutzes unterstützt. Er kann jedoch ggf. auch in einen Gefahrstoffzug integriert sein.
Die Besatzung bestand aus einem Trupp (0/1/2/3). Die zulässige Gesamtmasse war dabei auf 6.000 kg festgelegt. Es kamen hauptsächlich Kleintransporter, Lieferwagen, Klein-LKW oder Kleinbusse zum Einsatz. Als Aufbauhersteller zeichnete hier hauptsächlich die Firma Albert Ziegler, Giengen, die bereits im Jahr 1963 unter dem Begriff Ölschadensanhänger (ÖSA) Sondergeräte zur Ölbekämpfung fertigte.
Bei dem abgebildeten Fahrzeug der Stadt Kraichtal war beispielsweise ein kompletter Hydraulischer Rettungssatz zusätzlich verlastet. Da diese Fahrzeuge vor allem im Straßenverkehr eingesetzt waren, verfügen sie, besonders in jüngerer Zeit, oftmals über eine Verkehrswarnanlage am Fahrzeugheck.
Abgesehen von einem Feuerlöscher verfügt der Gerätewagen Öl über keinerlei feuerwehrtechnische Beladung zur Brandbekämpfung. Er verfügt jedoch über eine Vielzahl von Gegenständen zur Verkehrssicherung (zum Beispiel Verkehrsleitkegel), zum Aufnehmen von Mineralölen (zum Beispiel Ölbindemittel, Überfässer, Wannen, Mulden, Eimer, Reinigungsgeräte, Kanalabsperrblasen) und zum Umfüllen (Gefahrgutpumpen). Mitgeführtes Handwerkszeug ist in der Regel aus einer speziellen Bronzelegierung gefertigt, die keine Funken reißt. Außerdem verfügt das Fahrzeug über diverse leichte Schutzanzüge.

### Gerätewagen Tauchen
Der Gerätewagen Tauchen (GW-Tauchen bzw. GW-T), auch Taucheinsatzfahrzeug (TEF) genannt, ist ein Einsatzfahrzeug, das von Feuerwehren und Hilfsorganisationen wie der Deutschen Lebens-Rettungs-Gesellschaft (DLRG) oder der Wasserwacht betrieben wird. Aufgabe des Fahrzeugs ist es, Rettungstaucher mit ihrer Ausrüstung schnell zum Einsatzort zu bringen und die Taucher im Einsatz zu unterstützen. Das Fahrzeug ist hauptsächlich mit Tauchausrüstung beladen. Oft ist auch eine Grundausrüstung zur medizinischen Versorgung zu finden.
Der Gerätewagen Tauchen ist oft darauf ausgelegt, einen Taucheinsatz möglichst autark durchführen zu können. Deshalb ist er oft mit Stromerzeugern und Kompressoren ausgerüstet, um Druckluftflaschen neu zu befüllen. Weiterhin bieten manche Fahrzeuge den Tauchern die Möglichkeit, sich nach dem Tauchgang zu duschen, was nach einem Tauchgang in kontaminierten Gewässern von Vorteil ist. Der Gerätewagen Tauchen ist in einem Einsatztauchtrupp oft das Primärfahrzeug und wird meistens im Katastrophenschutz eingesetzt.

### Gerätewagen Wasserrettung

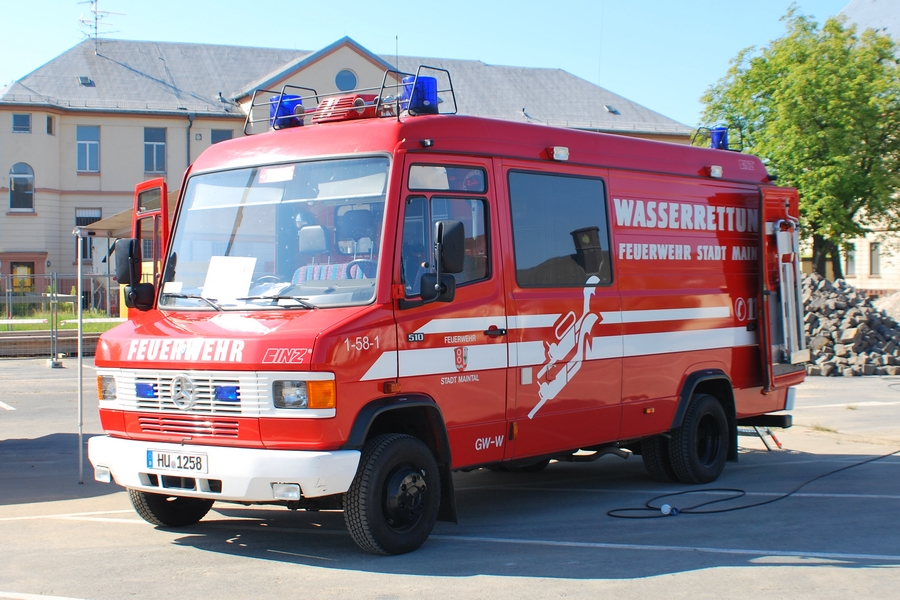
Gerätewagen Wasserrettung einer Feuerwehr

Der Gerätewagen Wasserrettung (GW-W) ist ein Fahrzeug, das vor allem bei größeren Feuerwehren an Gewässern und auch bei Hilfsorganisationen wie der Deutschen Lebens-Rettungs-Gesellschaft (DLRG) oder der Wasserwacht vertreten ist. Es wird auch Sonderfahrzeug Wasserrettung oder Wasserrettungswagen (kurz: WRW) genannt und wird bei den Hilfsorganisationen in Schnelleinsatzgruppen benutzt, um die Motorrettungsboote zu ziehen. Der Gerätewagen hat entweder die Besatzung eines Trupps (0/1/2/3) oder eines Bootstrupps bzw. Einsatztauchtrupps (0/1/4/5). Teilweise gibt es auch weitere Besetzungsformen.
Da das Fahrzeug nicht genormt ist, kann die Ausrüstung variieren. Meist wird mit dem Fahrzeug aber Funkgeräte, Rettungswesten, Wasserrettungsmittel wie Schwimmleinen, Erste-Hilfe-Geräte, Schlauchboot, Eisschlitten und weitere Ausrüstung wie zum Beispiel Spineboard, Gurtretter, tragbare Seilwinden, Tauchausrüstung oder Überlebensanzüge transportiert. Bei Feuerwehren findet man anstelle des Fahrzeugs auch entsprechende Abrollbehälter. Besonders bei Berufsfeuerwehren gibt es auch Fahrzeuge, die nicht nur dem Transport von Geräten dienen, sondern in denen sich die Einsatztaucher schon während der Fahrt umkleiden und ausrüsten können. Gelegentlich ist das Fahrzeug auch zum Transport einer Druckkammer geeignet.
Das Fahrzeug wird neben der Rettung und Bergung aus dem Wasser auch bei der Rettung und Bergung von oder aus vereisten Gewässern (Eisrettung) eingesetzt. Bei Feuerwehren rückt es in der Regel mit einem Löschgruppenfahrzeug oder einem Rüstwagen aus.